# Altnau
Altnau est une commune suisse du canton de Thurgovie, située dans le district de Kreuzlingen.

## Monuments et curiosités

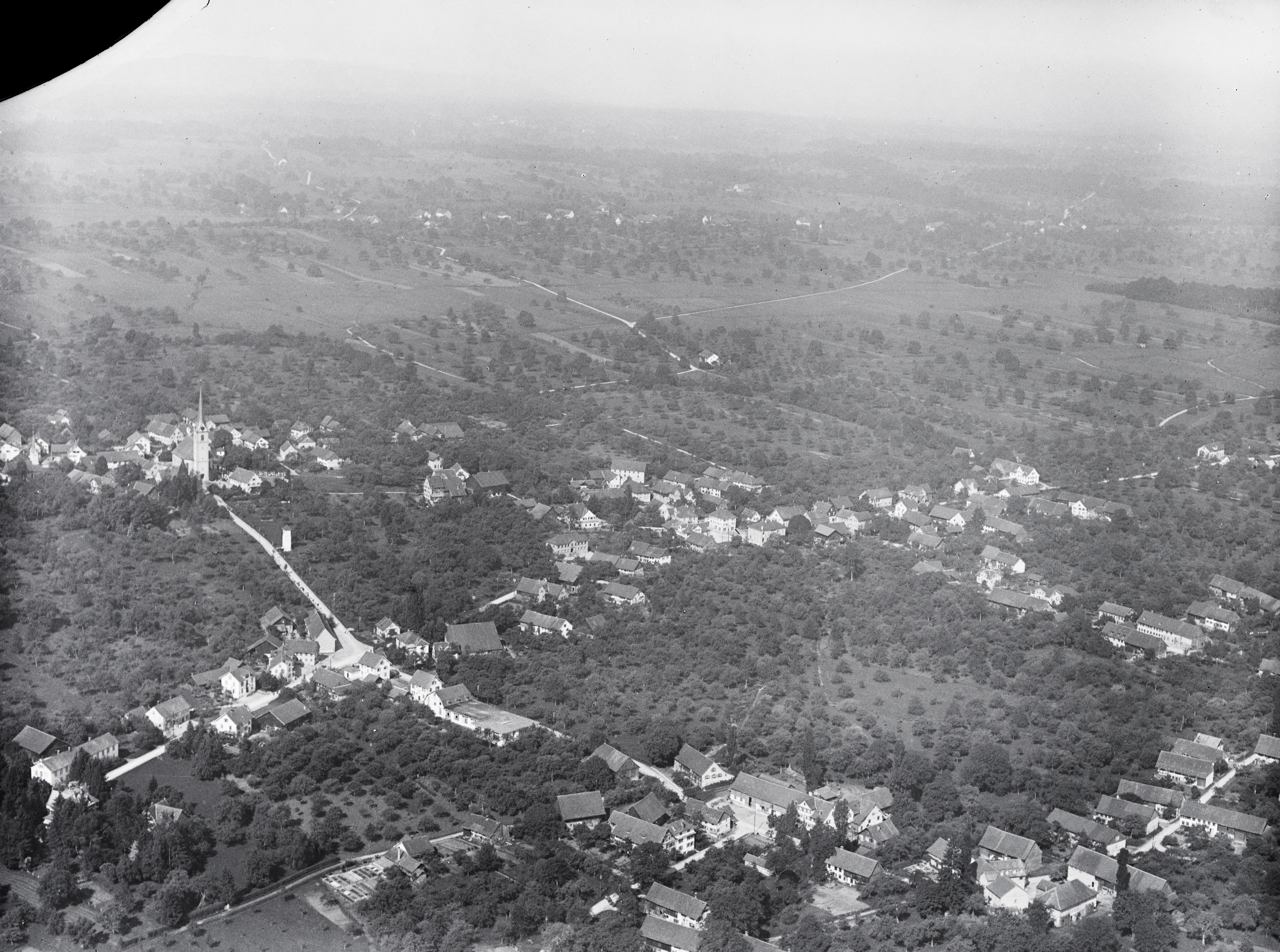
Photo aérienne prise à 400 m par Walter Mittelholzer (1924).

La chapelle de Landschlacht fut édifiée à la place d'une construction du premier millénaire. Sa partie occidentale date du XIe-XIIe s., son chevet a été agrandi au XIVe s. Elle contient d'importantes peintures murales gothiques. Sur la paroi nord de la nef subsistent les vestiges d'une frise en méandres du XIe-XIIe s. ainsi qu'une figure de saint Jacques du XIVe s. Sur la paroi sud se trouvent des Scènes de la Passion datant du deuxième quart du XIVe s. La suite de la Passion se situe sur la paroi ouest et remonte à la fin du XVe s. Dans le chœur, on peut voir la Vie de saint Léonard datée du 1432, des prophètes, saints et une crucifixion.